# Ґромиці
Ґромиці (пол. Gromice) — село в Польщі, у гміні Бодзанув Плоцького повіту Мазовецького воєводства.
Населення — 88 осіб (2011).
У 1975-1998 роках село належало до Плоцького воєводства.

## Демографія
Демографічна структура станом на 31 березня 2011 року:
|          | Загалом | Допрацездатний вік | Працездатний вік | Постпрацездатний вік |
| -------- | ------- | ------------------ | ---------------- | -------------------- |
| Чоловіки | 43      | 7                  | 31               | 5                    |
| Жінки    | 45      | 10                 | 25               | 10                   |
| Разом    | 88      | 17                 | 56               | 15                   |